# Janko Držečnik

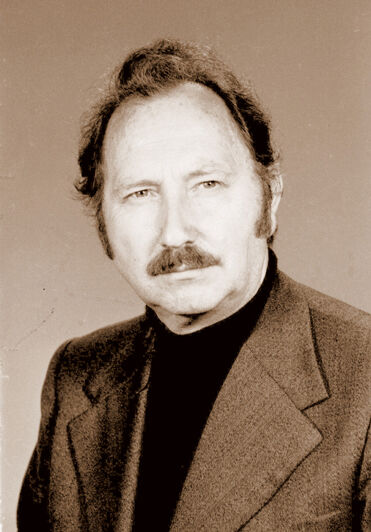
Janko Držečnik (1913–2001)

Janko (Janez) Držečnik (* 23. August 1913 in Reifnig am Bachern, Österreich-Ungarn; † 22. August 2001 in Maribor, Slowenien) war ein slowenischer Thoraxchirurg in Maribor.

## Herkunft
Janko Držečnik [drˈʒeːt͡ʃnik] entstammte einer slowenischen Familie von Bauern in der Untersteiermark, die erstmals 1660 in Schönstein erwähnt wurde und um 1800 aus dem Sanntal ins Bachergebirge eingewandert war. Sein Vater war Lukas Ludwig Držečnik (1875–1942), ein Grundbesitzer und Bürgermeister von Reifnig am Bachern (slow. Ribnica na Pohorju), seine Mutter Rosa Oswald (1873–1925), Tochter des Grundbesitzers Johann Oswald (1819–1900) aus Sankt Lorenzen am Bachern (slow. Lovrenc na Pohorju). Sein älterer Bruder Maksimilijan Držečnik (1903–1978) war Bischof von Maribor, der deutsche Verleger Ingo Držečnik (* 1971) ist sein Enkel.

## Leben
Držečnik absolvierte 1939 die Medizinische Fakultät in Zagreb und wurde nach der Annexion der Untersteiermark durch das Deutsche Reich ans Krankenhaus in Rottenmann versetzt. Nach Kriegsende schloss er seine chirurgische Spezialisierung 1948 in Ljubljana ab. Seine Ausbildung zum Thoraxchirurgen absolvierte er in Düsseldorf, London, Paris, Stockholm und Zagreb. Im Allgemeinen Krankenhaus Maribor war er ab 1954 Leiter der neu geschaffenen Abteilung für Thoraxchirurgie, wo er sogleich neue Operationsmethoden einführte und weiterentwickelte (Operation am offenen Herzen, Einführung der Herz-Lungen-Maschine). Ab 1965 war er Leiter der chirurgischen Abteilungen und ab 1978 bis zu seiner Pensionierung 1984 ihr fachlicher Leiter. Er war zudem maßgeblich an der Entwicklung der slowenischen Medizinterminologie beteiligt.
Janko Držečnik hat 1972 den Hippokratischen Eid vertont.
1987 wurde er mit dem Silbernen Wappen der Stadt Maribor ausgezeichnet. 2005 wurde in Würdigung seiner Leistungen und zur Förderung von jungen Medizinstudenten die Stiftung Dr. med. Janko Držečnik in Maribor gegründet.
Janko Držečnik war mit Elisabeta Ana Klobučar (1921–2000) verheiratet. Aus der Ehe entstammen der deutsche Urologe Peter Richard Držečnik (* 1943) und die slowenische Gynäkologin Livija Jana Držečnik-Požar (1948–2011).

## Veröffentlichungen
- Serienkreislauf durch Verbindung von rechtem Vorhof und rechter A. pulmonalis unter Ausschaltung des rechten Ventrikels Im Tierexperiment (zus. mit Julius Kraft-Kinz, H. Sterz, H. Cesnik, G. Friehs und G. Koch). In: Langenbecks Archiv für Chirurgie, Bd. 312, Nr. 2 (1965), S. 163–167.
- Frühzeitige Magenresektion nach Verätzung mit Säure (mit Janez Kokalj). In: Langenbecks Archiv für Chirurgie, Bd. 323, Nr. 11 (1968).
- Operative Möglichkeiten beim Bronchus-Chondrom (zus. mit Janez Kokalj und Vrščaj). In: Langenbecks Archiv für Chirurgie, Bd. 333, Nr. 12 (1971), S. 879.
- [Modification of Ravitch’s surgical technic for pectus infundibuliforme] (slowenisch, Abstract auf Englisch). In: Acta chirurgica Iugoslavica, Bd. 22 (1975), Suppl. Nr. 1, S. 143–144.
- The influence of tracheal vascularization on the optimum location, shape and size of the tracheostomy in prolonged intubation. In: Resuscitation, Bd. 6, Nr. 2 (1978), S. 131–143.
- [Infection in surgery. Introduction] (slowenisch, Abstract auf Englisch). In: Acta chirurgica Iugoslavica, Bd. 27 (1980), Suppl. Nr. 1, S. 9–19.
- [The microecology situation and hospital infections at the thoracic surgery department in Maribor] (slowenisch, Abstract auf Englisch). In: Acta chirurgica Iugoslavica, Bd. 27 (1980), Suppl. Nr. 1, S. 73–76.
- [Dilemmas in general surgery. Topics and theses for panel discussion] (slowenisch, Abstract auf Englisch). In:  Acta chirurgica Iugoslavica, Bd. 27 (1980), Suppl. Nr. 2, S. 56–62.
- Slovenski zdravstveni besednjak [Slowenisches Medizinwörterbuch] (zus. mit Mirko Černič, Eman Pertl und Franjo Smerdu). Maribor, 1987.
- Votum Hippocratis. [Vertonung des Hippokratischen Eids als Hymne.] 1988. Abdruck in: Cirila Toplak (Hrsg.): Splošna bolnišnica Maribor (Allgemeines Krankenhaus Maribor) 1799–1999. Maribor, 2001, S. 299.
- [Andrew Perlach in the era of discoveries] (slowenisch, Abstract auf Englisch). In: Časopis za zgodovino in narodopisje, Bd. 27, Nr. 2 (1991), S. 190–194.

## Belege
1. ↑  Geburts- und Taufbuch St. Bartholomäus in Reifnik, 1913, S. 87, Nr. 59. In: Matricula (Webseite). Hier auch Vermerk der Änderung des Vornamens sowie des Sterbedatums und -orts.
2. ↑  Taufbuch Reifnig am Bachern 1875, Fol. 24, Nr. 57; Sterbebuch Standesamt Reifnig 1942, Nr. 14
3. ↑  Taufbuch St. Lorenzen ob Marburg, 1819, Fol. 71; 1873, Fol. 231, Nr. 51; Sterbebuch Reifnig am Bachern 1900, Fol. 384.
4. ↑  Vgl. Jože Antonič: Oddelek za torakalno kirurgijo [Abteilung für Thoraxchirurgie]. In: Cirila Toplak (Hrsg.): Splošna bolnišnica Maribor (Allgemeines Krankenhaus Maribor) 1799–1999. Maribor, 2001, S. 69–73.
5. ↑  Vgl. Datensatz in WorldCat. Abgerufen am 12. September 2022.
6. ↑  Noten und Text in: Zdravniški vestnik 42 (1973), S. 310.
7. ↑  Vgl. Srebrni grb mesta Maribor. Abgerufen am 12. September 2022.
8. ↑  Vgl. General medicine. Uniform master’s degree study program. Maribor, 2015, S. 46.

| Personendaten    | Personendaten                                 |
| ---------------- | --------------------------------------------- |
| NAME             | Držečnik, Janko                               |
| KURZBESCHREIBUNG | slowenisch-deutscher Thoraxchirurg in Maribor |
| GEBURTSDATUM     | 23. August 1913                               |
| GEBURTSORT       | Reifnig am Bachern, Österreich-Ungarn         |
| STERBEDATUM      | 22. August 2001                               |
| STERBEORT        | Maribor, Slowenien                            |